# Nguyễn Hồng Phong (thiếu tướng)
Nguyễn Hồng Phong là một sĩ quan cao cấp của Quân đội nhân dân Việt Nam, hàm Thiếu tướng, hiện là Tư lệnh Bộ Tư lệnh Pháo binh - Tên lửa. (Thành lập ngày 20/8/2025 trên cơ sở Binh chủng pháo binh).